# Roscelin de Compiègne
Roscelin de Compiègne, en llatí Roscellinus Compendiensis (~1050 - ~1122), va ser un filòsof i teòleg francès, considerat habitualment com a fundador del nominalisme, davant del problema dels universals.

## Biografia
Va néixer a Compiègne, França. Es tenen poques notícies sobre la seva vida, i la seva doctrina es coneix principalment d'Anselm, Pere Abelard i Joan de Salisbury.
Va estudiar a Soissons i Reims, va ser destinat a la Catedral de Chartres i va esdevenir canonge de Compiègne. Com a monjo de Compiègne, ja estava ensenyant el 1087. Va tenir contacte amb Lanfranc, Sant Anselm i Ivo de Chartres.
Sembla probable que Roscelin no fou el primer a promulgar doctrines nominalistes, però les va formular de manera més definida, i les va aplicar al dogma de la Trinitat.
Roscelin va mantenir que tan sols és una forma de parlar el que ens impedeix parlar de tres persones o tres substàncies o tres Déus. Si fos d'una altra manera, i les tres persones fossin realment una sola substància, hauríem d'admetre que el Pare i l'Esperit Sant s'haurien encarnat alhora amb el Fill. Roscelin va tirar endavant la seva doctrina de forma convençuda, argumentant l'opinió favorable de Lanfranc i Anselm.
El 1092/93, això no obstant, l'arquebisbe de Reims va convocar un concili a Soissons, on va condemnar la seva interpretació, i Roscelin, que va ser acusat de triteísme, va retractar-se de les doctrines que se li atribuïen, per por a l'excomunicació o fins i tot la lapidació, però després va retornar a les seves antigues teories. Va marxar a Anglaterra, però després de fer-se impopular per criticar les doctrines d'Anselm de Canterbury, va marxar del país i va anar a Roma, on va ser ben rebut i es va reconciliar amb l'Església Catòlica. Aleshores va tornar a França, va ensenyar a Tours i Loches (on va tenir Pere Abelard com a alumne), i finalment va esdevenir canonge a Besançon. Hi ha notícies d'ell fins a l'any 1121, on va oposar-se a les teories d'Abelard sobre la Trinitat.
Dels escrits, tan sols existeix una carta adreçada a Abelard. Hauréau presenta el seu nom en connexió amb el text: "Sententia de universalibus secundum magistrum R." ("Notices et extr. de quelques manuscr. lat.", V, Paris, 1892, 224), però això és una conjectura. Existeixen proves dels seus textos doctrinals en Anselm, Abelard, Joan de Salisbury, i un epigrama anònim.

## Nominalisme de Roscelin (flatus vocis)
D'acord amb Otto de Freisingen, Roscelin "primus nostris temporibus sententiam vocum instituit", però el cronista de "Historia Francia" el menciona primer com a "magister Johannes", la personalitat del qual és molt discutida i encara no ha estat definitivament identificada. Què constitueix els "flatus vocis"? Per jutjar-ho, tenim els textos de "De generibus et speciebus" (segle xiii), erròniament atribuïts a Abelard per Victor Cousin. Els "flatus vocis" era una de les solucions anti-realistes al problema dels universals, a l'alta edat mitjana. Resumint l'alternativa de Porfiri (mox de generibus et speciebus illud quidem sive subsistent sive in nudis intellectibus posita sint), els primers filòsofs medievals van distingir gènere i espècie (substància, corporeïtat, animalitat, humanitat) com a coses o com a no existents, i aplicant a aquesta alternativa la terminologia de Boeci, van derivar-ne que hi havia "res" (coses) o "voces" (mots). Per als nominalistes, els universals eren merament veus: mots, cops d'alè, paraules sense significat.
Així, tenim que:
- els universals no són "res", coses, tan sols l'individual existeix.[3]
- els universals són merament paraules, "flatus vocis", el mot "home" no té cap significat real.[4][5][6] L'universal es redueix a l'emissió d'un so, en conformitat amb la definició de Boeci: Nihil enim aliud est prolatio (vocis) quam aeris plectro linguae percussio. L'universal de Roscelin actualment es correspon amb l'universale in voce, en oposició amb l'universale in re i l'universale in intellectu.